# Haxtun
Haxtun è un comune (town) degli Stati Uniti d'America della contea di Phillips nello Stato del Colorado. La popolazione era di 946 abitanti al censimento del 2010.

## Geografia fisica
Haxtun è situata a 40°38′30″N 102°37′44″W (40.641726, -102.628910).
Secondo lo United States Census Bureau, la città ha una superficie totale di 1,39 km², dei quali 1,39 km² di territorio e 0 km² di acque interne (0% del totale).

## Società

### Evoluzione demografica
Secondo il censimento del 2010, c'erano 946 abitanti.

### Etnie e minoranze straniere
Secondo il censimento del 2010, la composizione etnica della città era formata dal 96,41% di bianchi, lo 0,11% di afroamericani, lo 0,74% di nativi americani, lo 0,21% di asiatici, lo 0,11% di oceanici, lo 0,95% di altre razze, e l'1,48% di due o più etnie. Ispanici o latinos di qualunque razza erano il 3,81% della popolazione.